# Embajada de España en Perú
La Embajada de España en Perú es la máxima representación legal del Reino de España en la República del Perú.

## Historia
En agosto de 1879, España reconoció oficialmente la independencia de Perú y representantes de ambas naciones firmaron un "Tratado de Paz y Amistad" en París y, por lo tanto, establecieron relaciones diplomáticas. La suscripción del Tratado de Paz y Amistad, marco el inicio de las relaciones diplomáticas entre el Perú y España. A partir de ese momento se da lugar a una nueva etapa en la que se suscribieron importantes convenios bilaterales en los ámbitos cultural, jurídico y académico. 

## Embajador
El actual embajador es Alejandro Alvargonzález San Martín, quien fue nombrado por el gobierno de Pedro Sánchez en agosto de 2020.

## La Embajada de España
El edificio de representación del Reino de España es la embajada española en Lima. 
La cancillería de España se encuentra en Avenida Jorge Basadre 498, San Isidro, Lima.

## Otras propiedades de la Embajada de España
Aparte, España tiene los siguientes propiedades afuera de las instalaciones de la embajada:
- Residencia de la Embajada (Av. Sáenz Peña 136, Lima)
- Consulado-General de España (Calle Los Pinos 490, San Isidro, Lima)
- Agregaduría de agricultura, pesca y alimentación (Av. Jorge Basadre 460, San Isidro, Lima)
- Oficina Comercial (Av. Jorge Basadre 405, San Isidro, Lima)
- Consejería de Trabajo, Migraciones y Seguridad Social (Choquehuanca 1330, San Isidro, Lima)
- Oficina Técnica de Cooperación (AECID) (Av. Jorge Basadre 460, San Isidro, Lima)
- Centro Cultural (Natalio Sánchez 181, Santa Beatriz, Lima)

## Galería

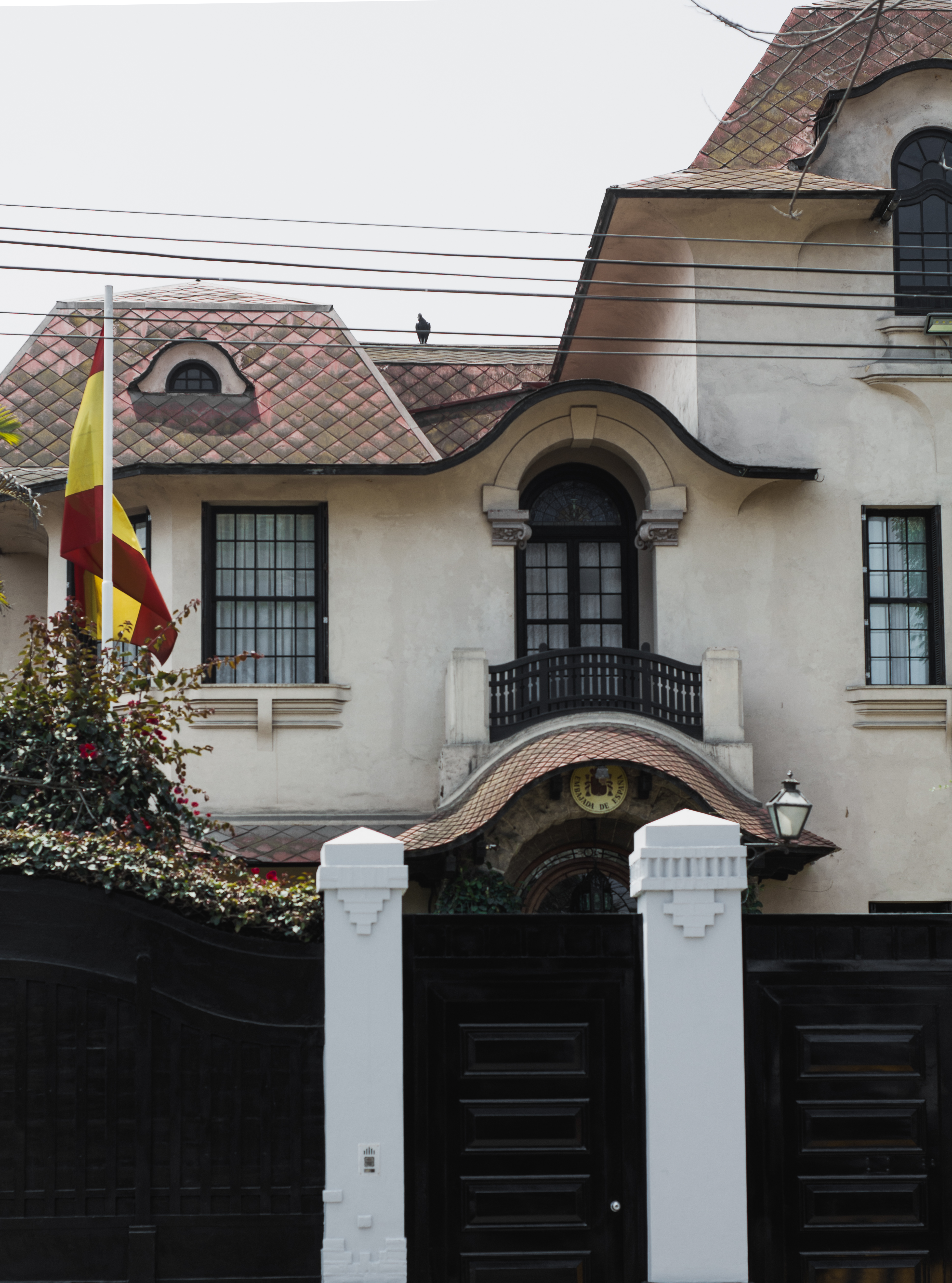
Residencia de la Embajada de España en Lima
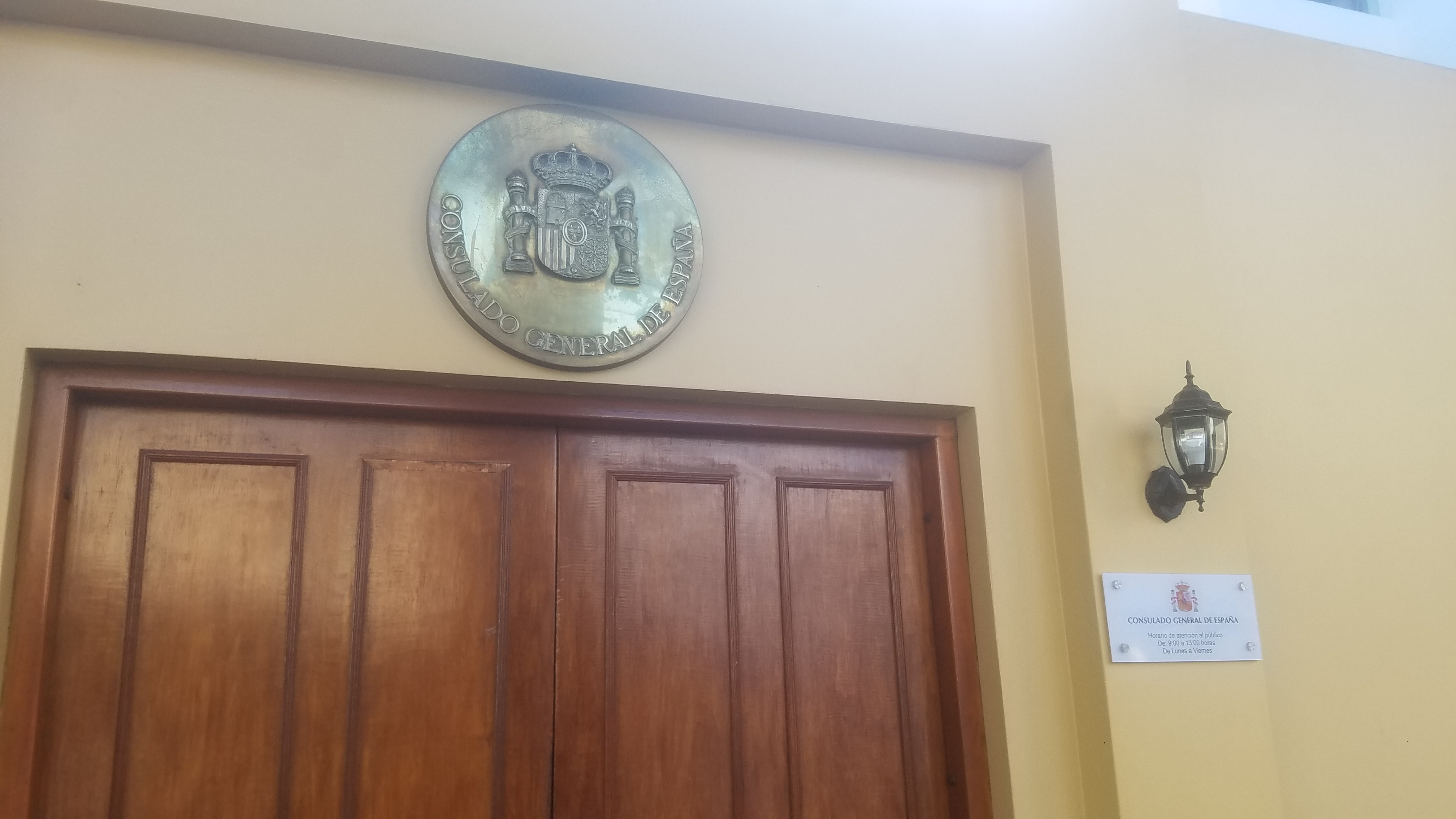
Consulado-General de España en Lima
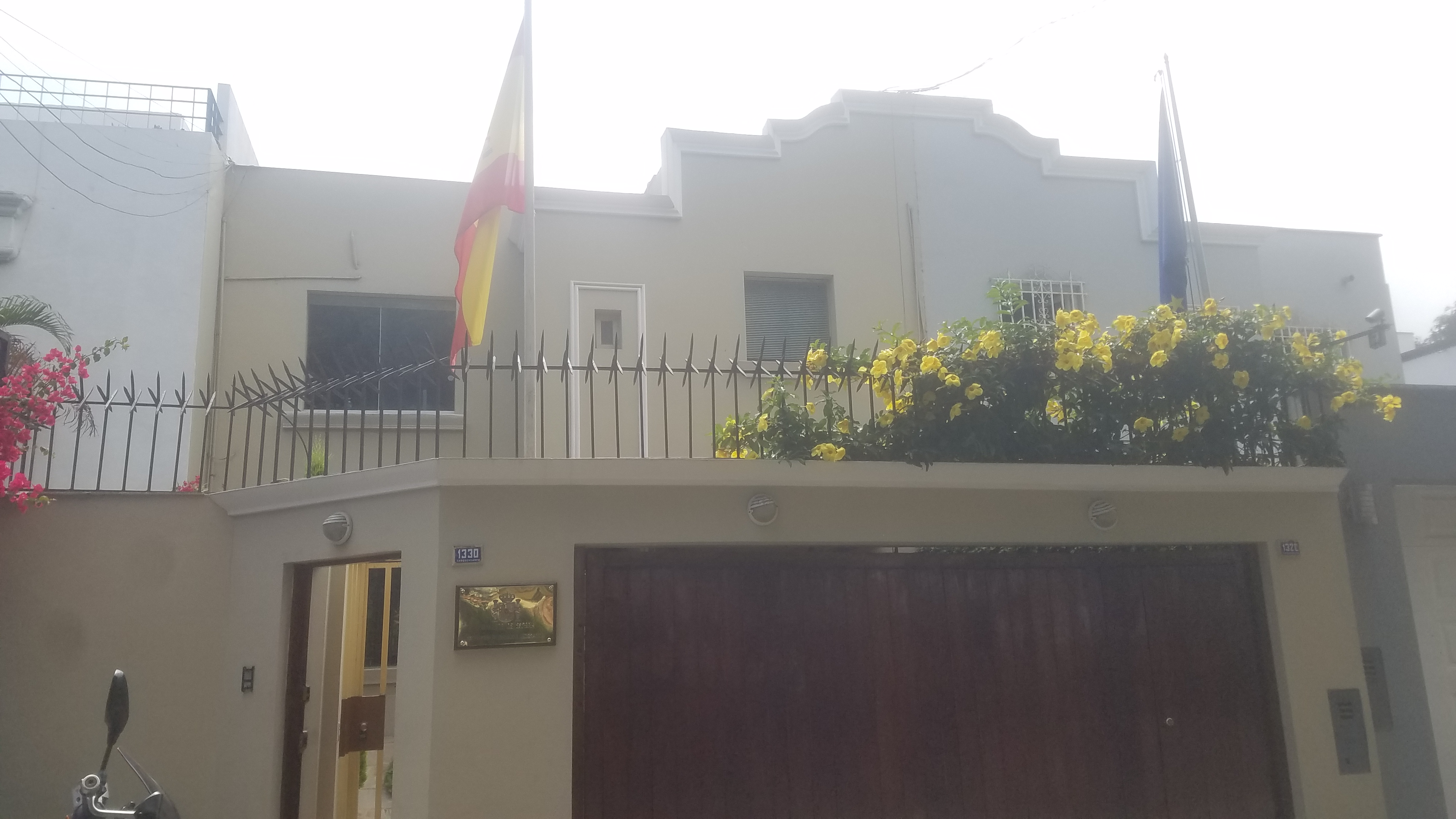
Consejería de Trabajo, Migraciones y Seguridad Social en Lima
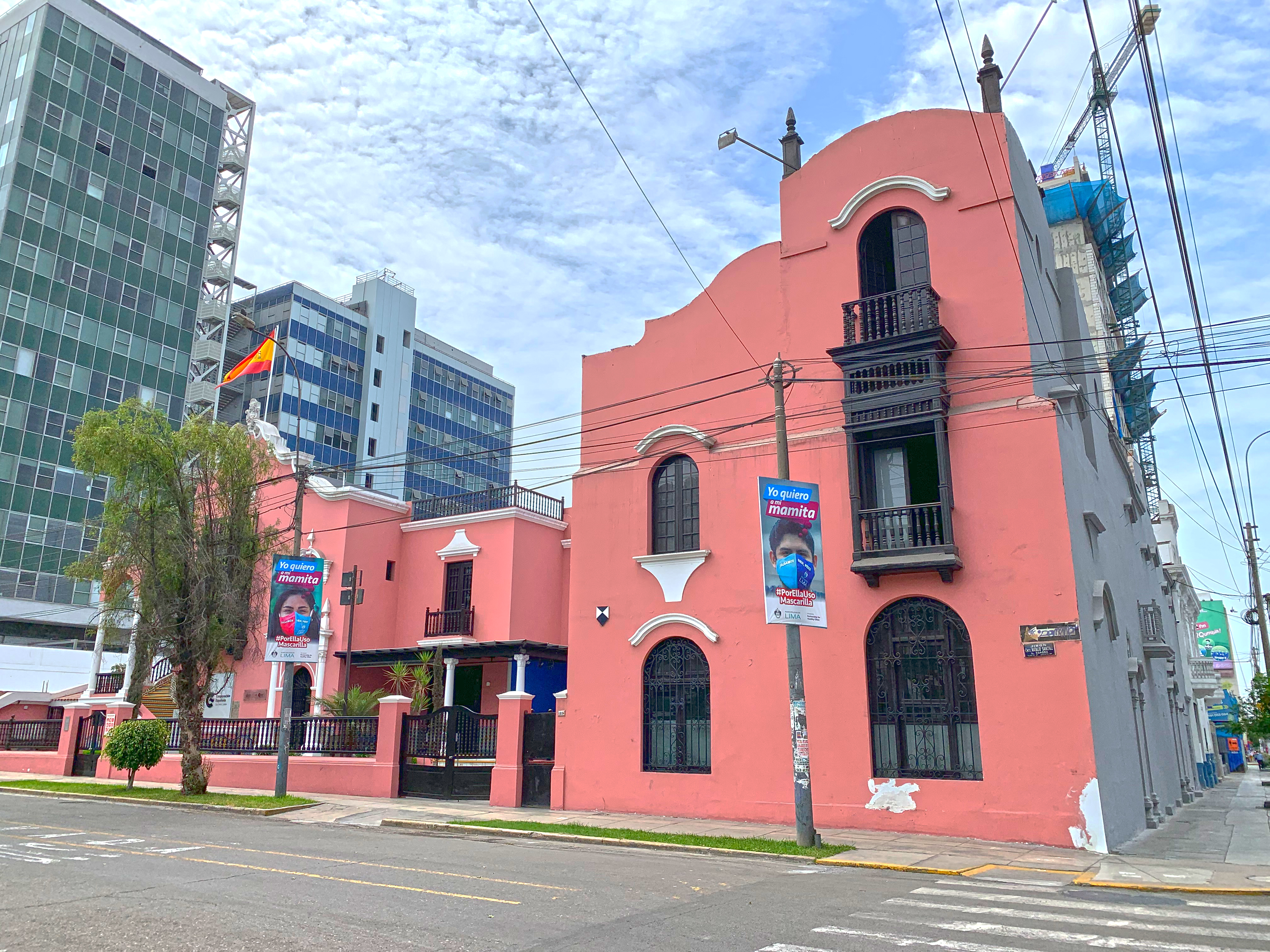
Centro Cultural de España en Lima